# Emilia Koustova

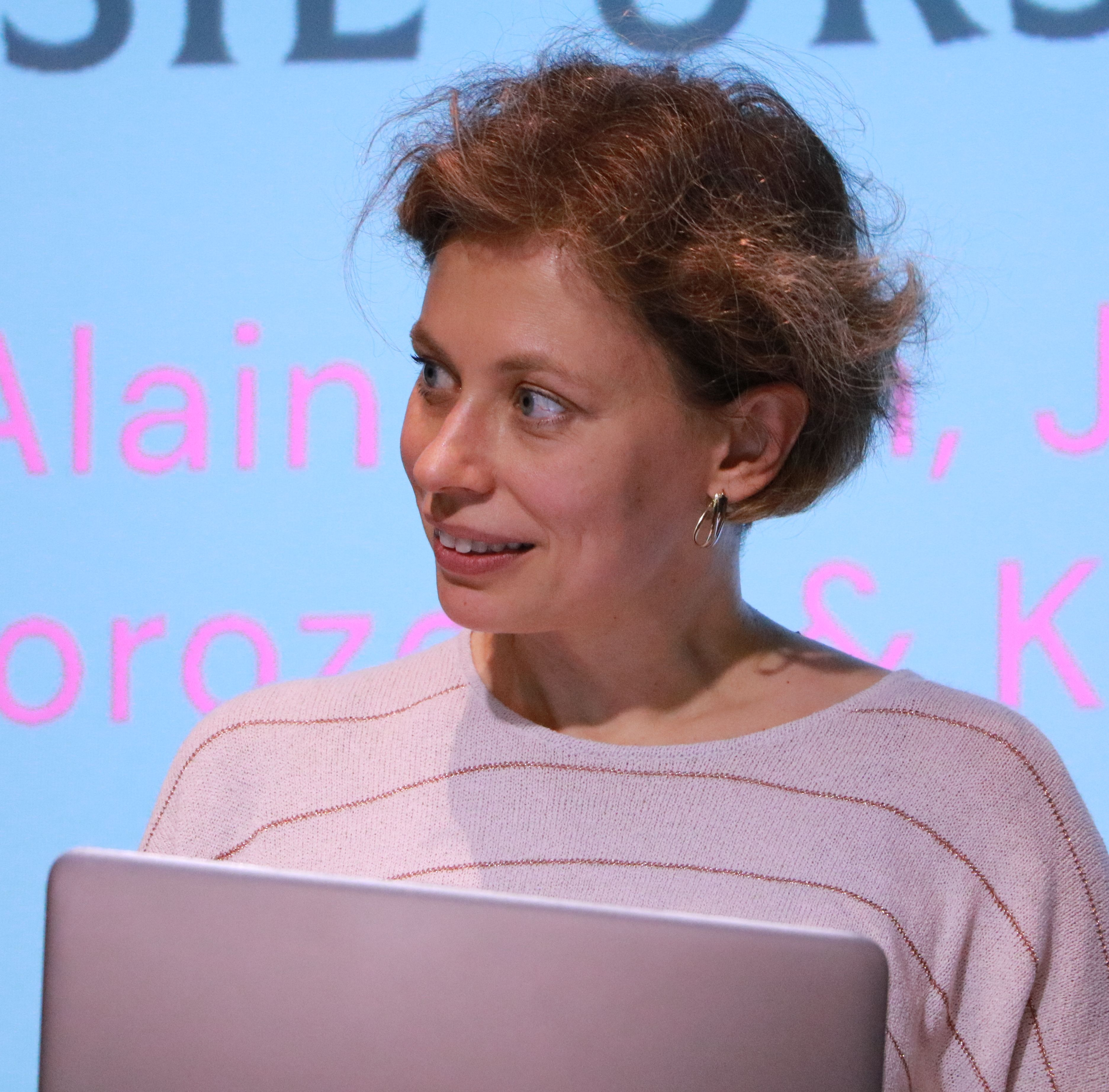
Emilia Koustova

Emilia Koustova (* 1976) ist eine französische Übersetzerin und Historikerin mit Spezialisierung auf russische und sowjetische Geschichte und Zivilisationen.

## Biographie
1999 beendet Emilia Koustova ihr Studium der Geschichte an der Staatlichen Universität Moskau. Im Jahr 2003 verteidigte sie ihre Dissertation mit dem Titel Les fêtes révolutionnaires dans la Russie soviétique, 1917–1920 an der Scuola superiore di studi storici di San Marino (it) unter der Leitung von Jacques Revel. Sie vervollständigte ihre Ausbildung mit einem Master in Übersetzung, den sie in Paris absolvierte. Sie übersetzt vom Russischen ins Französische und umgekehrt.
Seit 2010 ist sie Dozentin und später Universitätsprofessorin für russische Zivilisation an der Universität Straßburg. Sie leitet die Abteilung für Slawistik. Ihre Forschungsschwerpunkte sind die bolschewistischen Gedenkkultur, das historische Gedächtnis in Russland, die Presse und Propaganda während des Zweiten Weltkriegs sowie die Erinnerungspolitik im zeitgenössischen Russland.

## Veröffentlichungen (Auswahl)
(Quelle: Universität Straßburg)
- (Un)Returned from the Gulag : Life Trajectories and Integration of Postwar Special Settlers. In: Kritika: Explorations in Russian and Eurasian History 16/3 (2015), S. 589–620. (doi:10.1353/kri.2015.0038, englisch)
- mit A. Blum: Negotiating lives, redefining repressive policies: managing the legacies of Stalinist deportations. In: Kritika. Explorations in Russian and Eurasian History 19/2 (2018), S. 535–571. (doi:10.1353/kri.2018.0029, englisch)
- Le 1er mai 1917 ou la Révolution russe en quête d’une union impossible. In: Revue des études slaves 90/1–2 (2019), S. 63–76. (doi:10.4000/res.2714, französisch)
- mit Alain Blum, Thomas Chopard: Survivors, Collaborators and Partisans? : Bringing Jewish Ghetto Policemen before Soviet Justice in Lithuania. In: JGO. Band 68. Franz Steiner Verlag, 2020, S. 222–225, doi:10.25162/jgo-2020-0008, urn:nbn:de:101:1-2022112521265317598521 (englisch).